# Paeonia peregrina
Paeonia peregrina, manchmal Byzantinische Pfingstrose oder Fremde Pfingstrose genannt, ist eine Pflanzenart innerhalb der Familie Pfingstrosengewächse (Paeoniaceae). Die südosteuropäische Heimat liegt auf dem Balkan, in Rumänien und an der Ägäis-Küste Kleinasiens bei Izmir. Sie findet mit zahlreichen Sorten als Zierpflanze Verwendung und ist mit der Milchblütigen Pfingstrose eine der Elternarten moderner Gartenhybriden. Durch die tiefroten Blüten gilt sie im Volksbrauchtum der Serben als Symbol der Gefallenen der Amselfeldschlacht und ist hier Nationalblume.

## Beschreibung

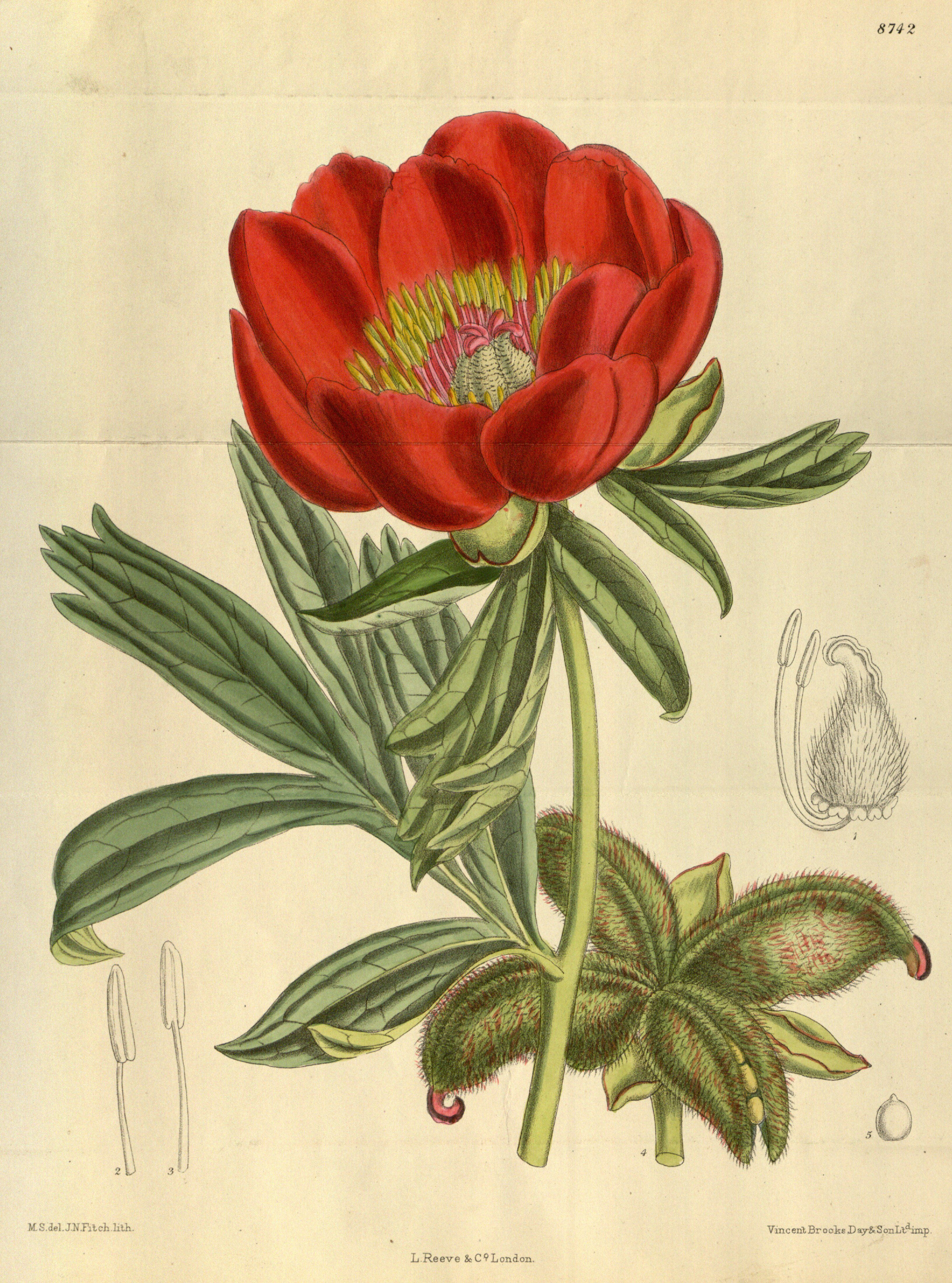
Illustration aus Curtis’s Botanical Magazine, Band 144

Paeonia peregrina unterscheidet sich von anderen europäischen Paonia-Arten durch 17 bis 30 schmal-elliptische Blattabschnitte, die tiefroten konkaven Blütenblätter und die roten Filamente der zahlreichen Staubblätter.

### Vegetative Merkmale
Paeonia peregrina wächst als ausdauernde krautige Pflanze und erreicht Wuchshöhen von 50 bis 70 cm. Der Stängel ist kahl und von heller grüner Farbe.
Die unteren Laubblätter sind in zahlreiche, in der Regel 15 bis 17 Teilstücke zerschnitten, von denen einige wiederum in zwei bis drei Segmente gegliedert sind. Teilstücke und Segmente sind gelappt und am oberen Rand grob gezähnt. Die Blattspreite ist auf der Oberseite leuchtend grün, auf der Unterseite bläulich grün und kahl. Die geteilte Blattspreite ist elliptisch bis lanzettlich mit keilförmigem Grund und spitzem oberen Ende.

### Generative Merkmale
Jeder Stängel trägt nur eine becherförmige tiefrote Blüte. Die zwittrigen Blüten sind radiärsymmetrisch mit einem Durchmesser von 7 bis 11 Zentimeter. Die roten Kronblätter sind stark nach innen gebogen. Die vielen Staubblätter sind 1,5 Zentimeter lang. Die Staubfäden sind gelb und Staubbeutel rot. Es sind vier bis fünf freie, kahle Fruchtblätter vorhanden.
Es werden eins bis vier, zumeist zwei, wollig, dicht und lang (Fachbegriff ist hier tomentös) behaarte Balgfrüchte gebildet.

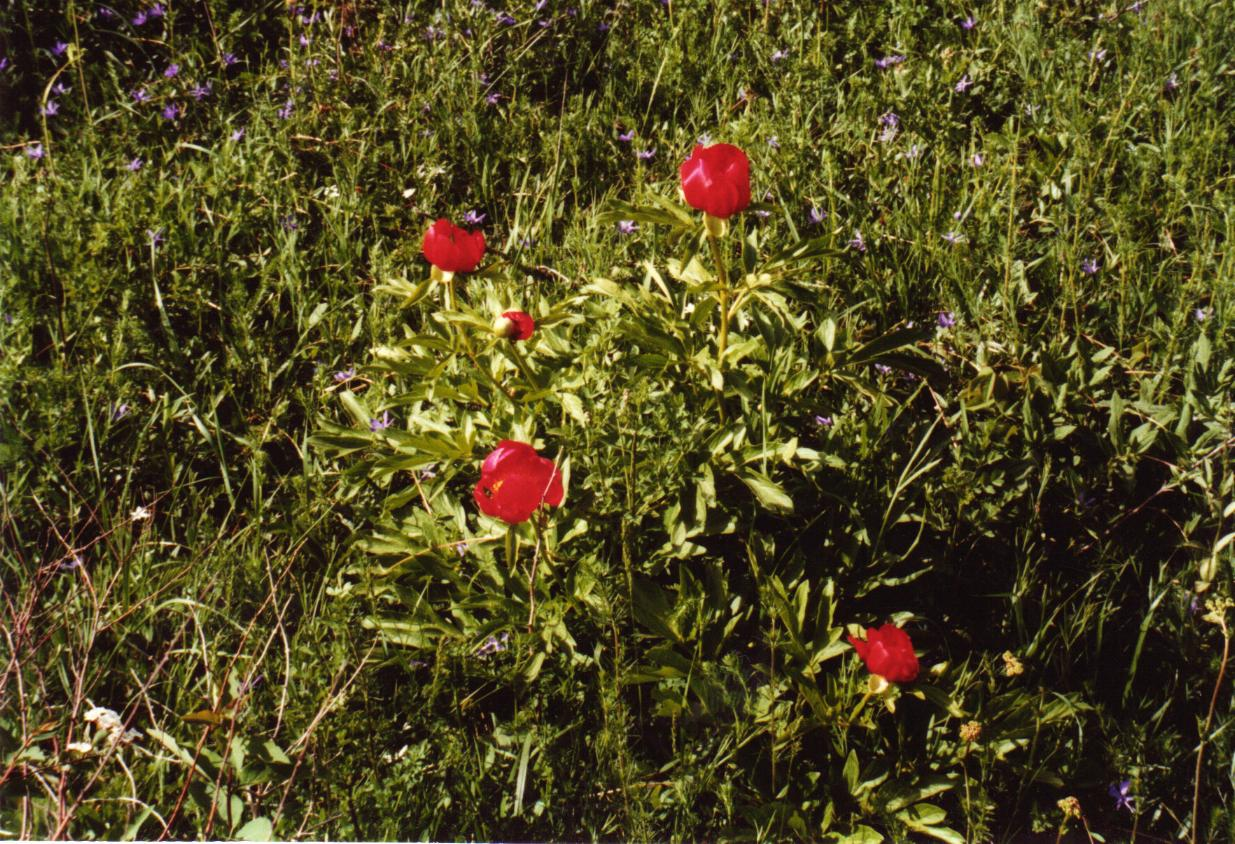
An der Gazimestan-Erinnerungsstätte der Schlacht auf dem Amselfeld
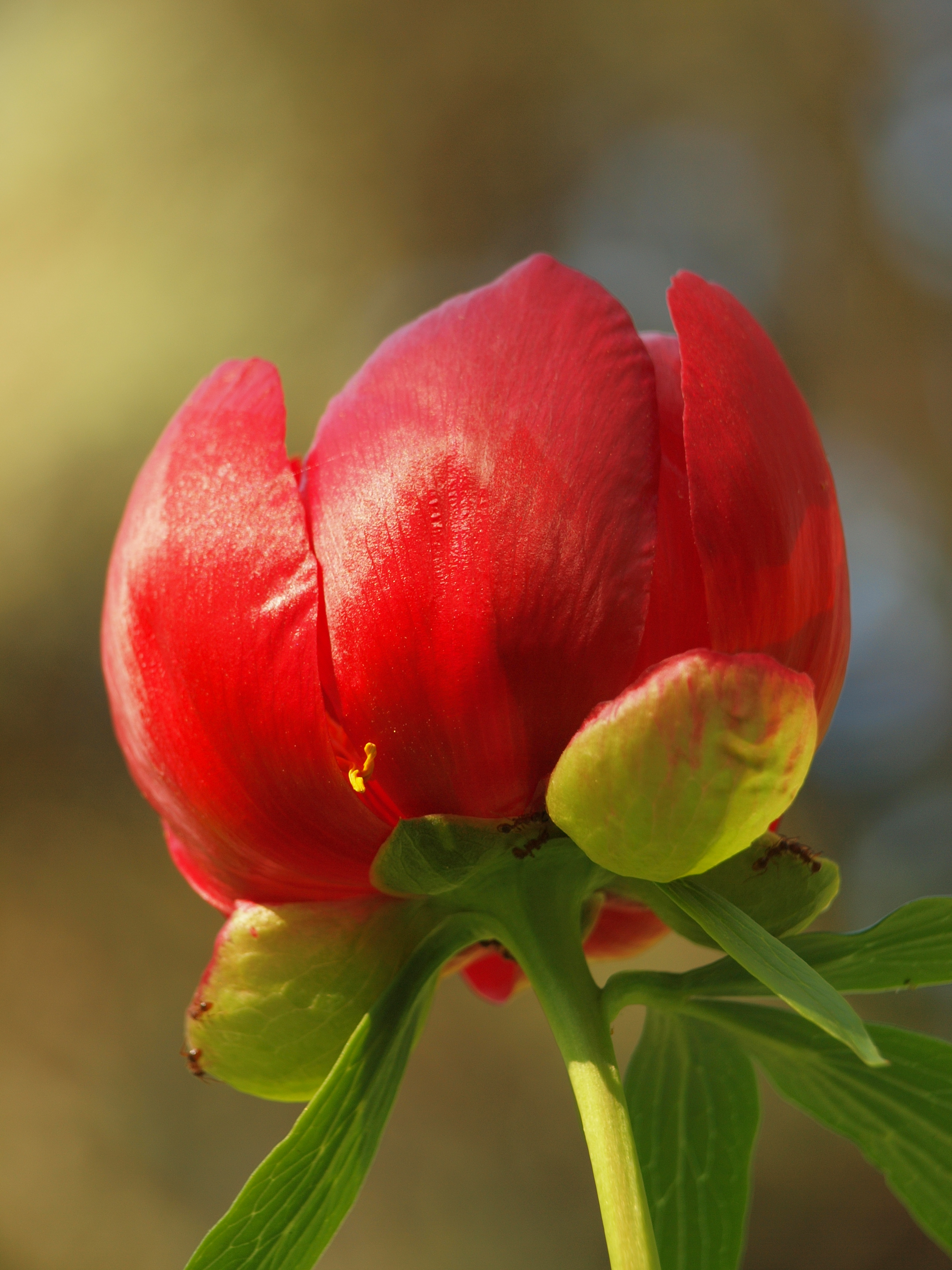
Konkave Kronblätter und eine becherförmige Blüte sind kennzeichnend.
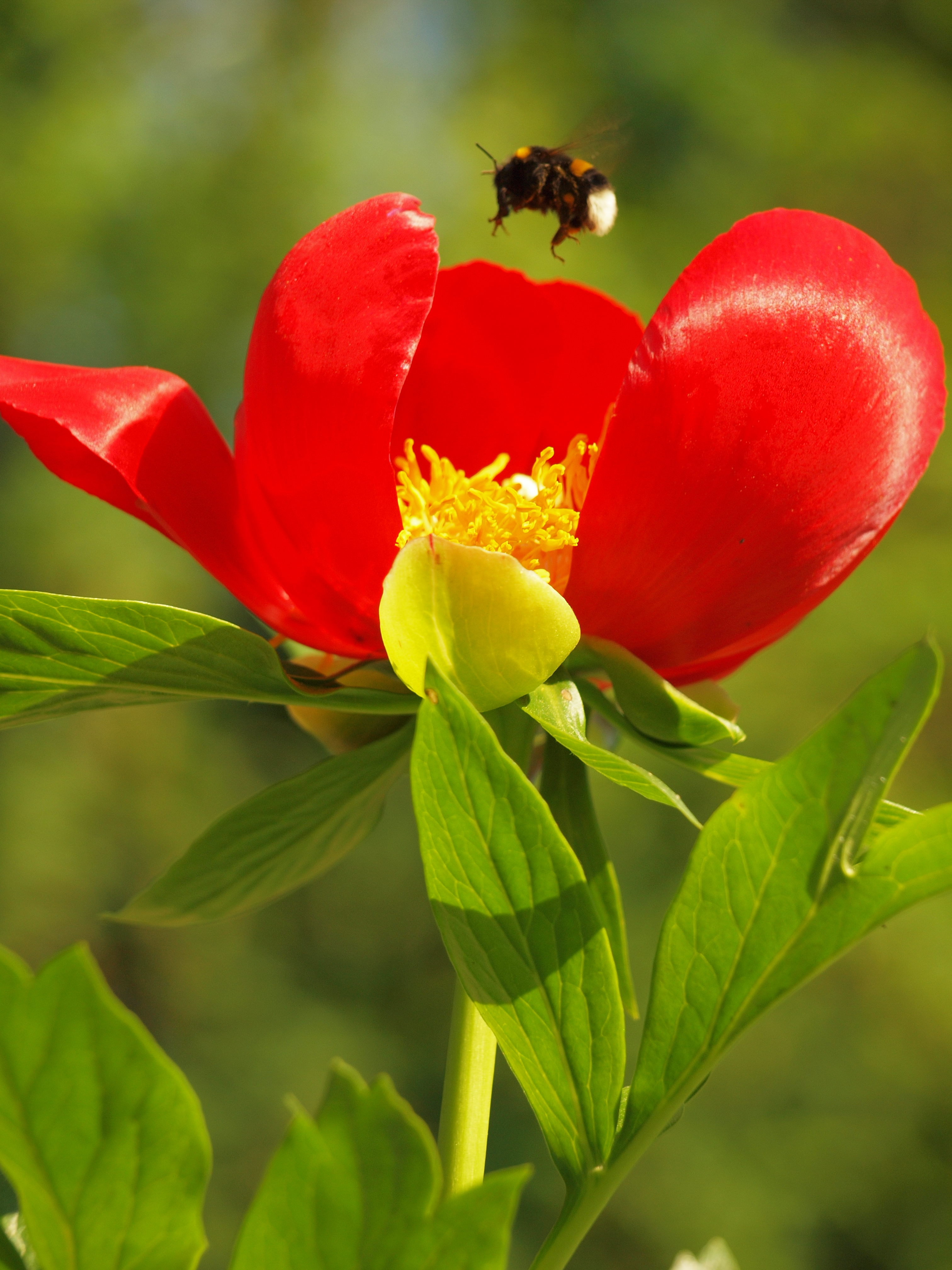
Die Bestäubung erfolgt durch Bienen, Hummeln und Käfer.
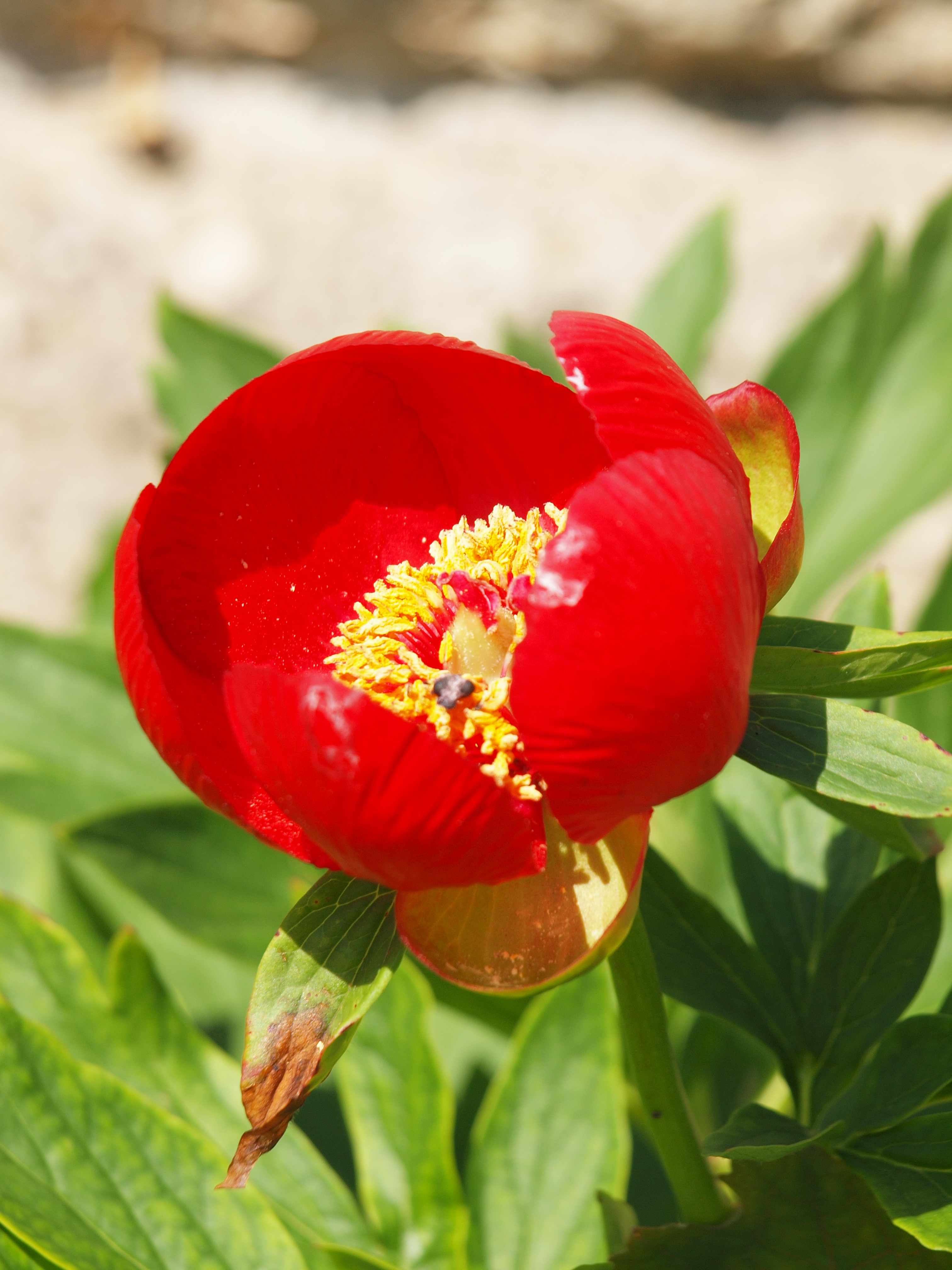
Die Sorte 'Fire King' hat scharlachrote Blüten.
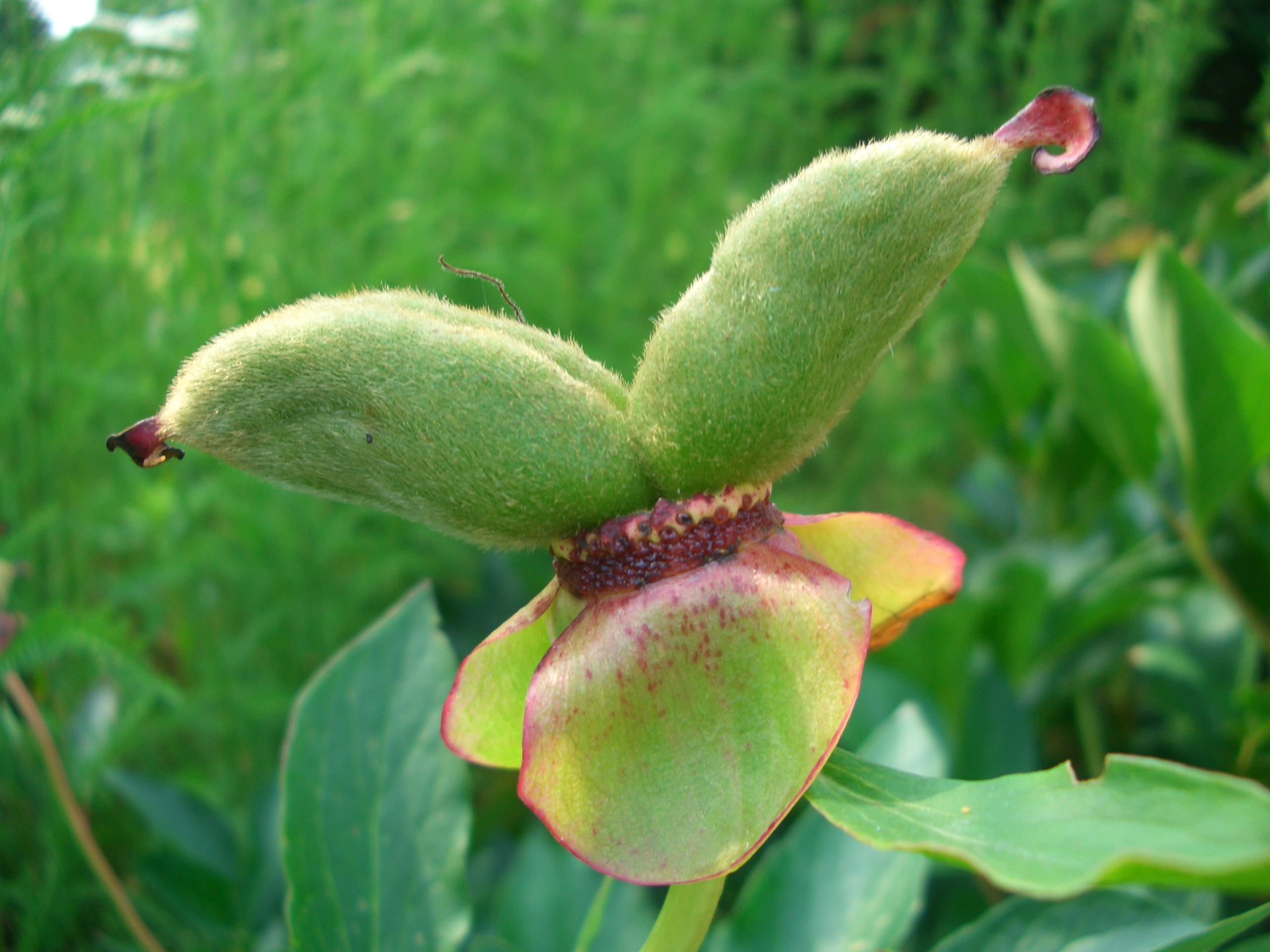
Wollig behaarte Balgfrüchte

### Verwandtschaft und Genetik
Paeonia peregrina ist eine allotetraploide Päonien-Art, die einen doppelten haploiden Chromosomensatz trägt. Daraus wurde abgeleitet, dass sie einer hybridogenen mediterranen Gruppe entstammt. Zusammen mit der ebenfalls allotetraploiden Paeonia arietina-Gruppe entstand aus diesen die auch in Mitteleuropa heimische Gemeine Pfingstrose (Paeonia officinalis). Genetisch ist die Gemeine Pfingstrose damit eine homoploide Hybride aus Paeonia peregrina und Paeonia arietina.
Die Chromosomenzahl beträgt 2n = 20.
Nächstverwandt ist Paeonia peregrina mit Paeonia saueri und Paeonia parnassica.

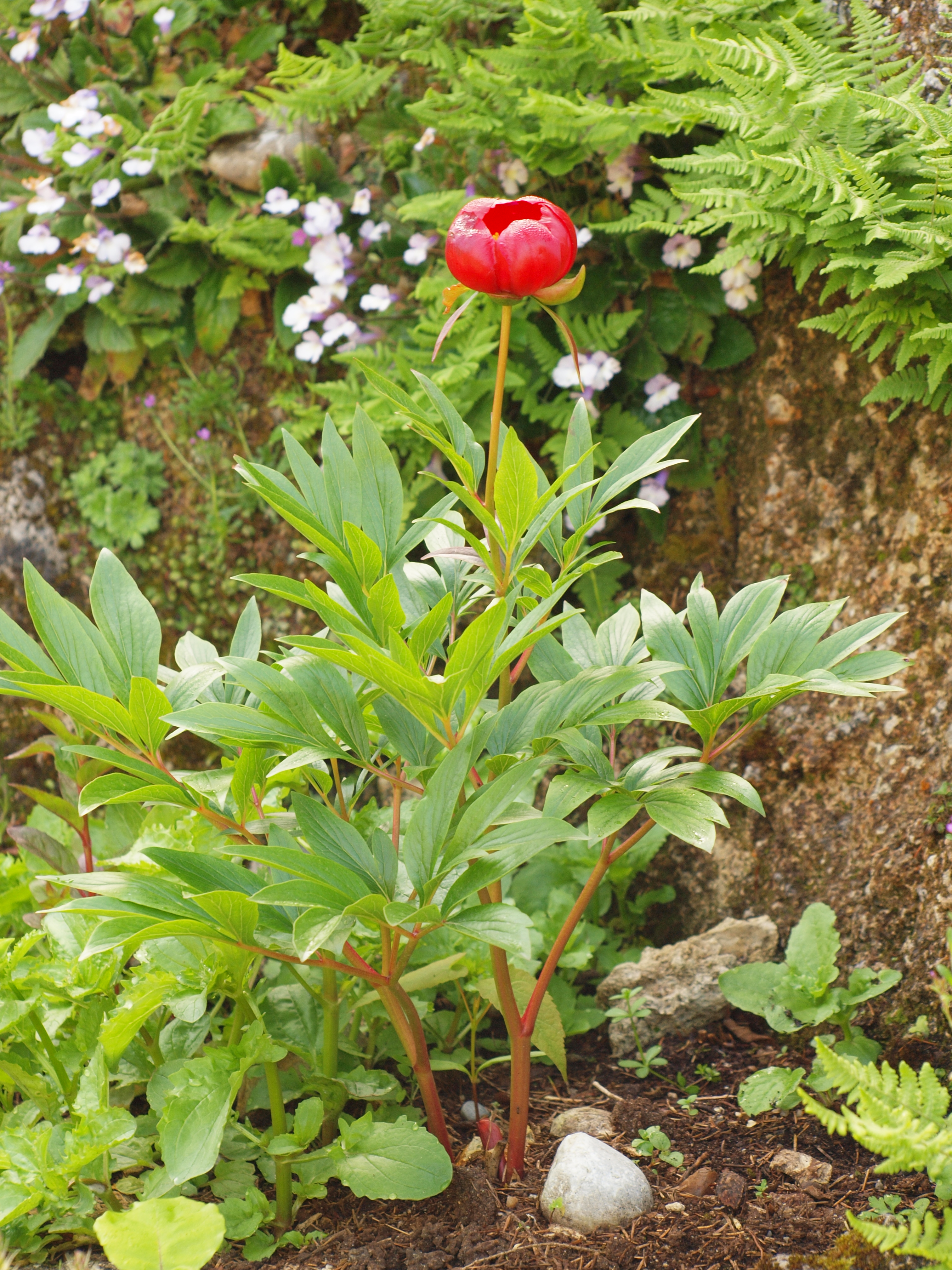
Paeonia saueri oder Paeonia parnassica

## Verbreitung
Paeonia peregrina ist eine wärmeliebende Art subtropischer Eichenwälder (Quercus frainetto, Quercus cerris) aus der kontinentalen östlichen Balkanhalbinsel. Ein eindrücklicher Bestand von 2000 Exemplaren auf 100 ha Fläche im Oberlauf des Crni Timok wurde unlängst in der Kučaj Planina in Ost-Serbien entdeckt. Dort dominiert Paeonia peregrina weithin sichtbar die Südhänge und Eichenwälder über der Ortschaft Krivi Vir.

## Gärtnerische Einführung
Historisch gesichert ist, dass die Byzantinische Päonie erstmals als Paeonia byzantina 1583 von Konstantinopel nach Österreich eingeführt wurde, wie Clusius berichtete. Von da wanderte diese Pflanzenart von Garten zu Garten über Europa und wurde in England von Parkinson schon 1629 als eine einzelblühende Päonie aus Konstantinopel beschrieben. Das Artepitheton peregrina bedeutet „fremd“, „exotisch“ oder „aus der Fremde kommend“.

## Volksbrauchtum in Serbien

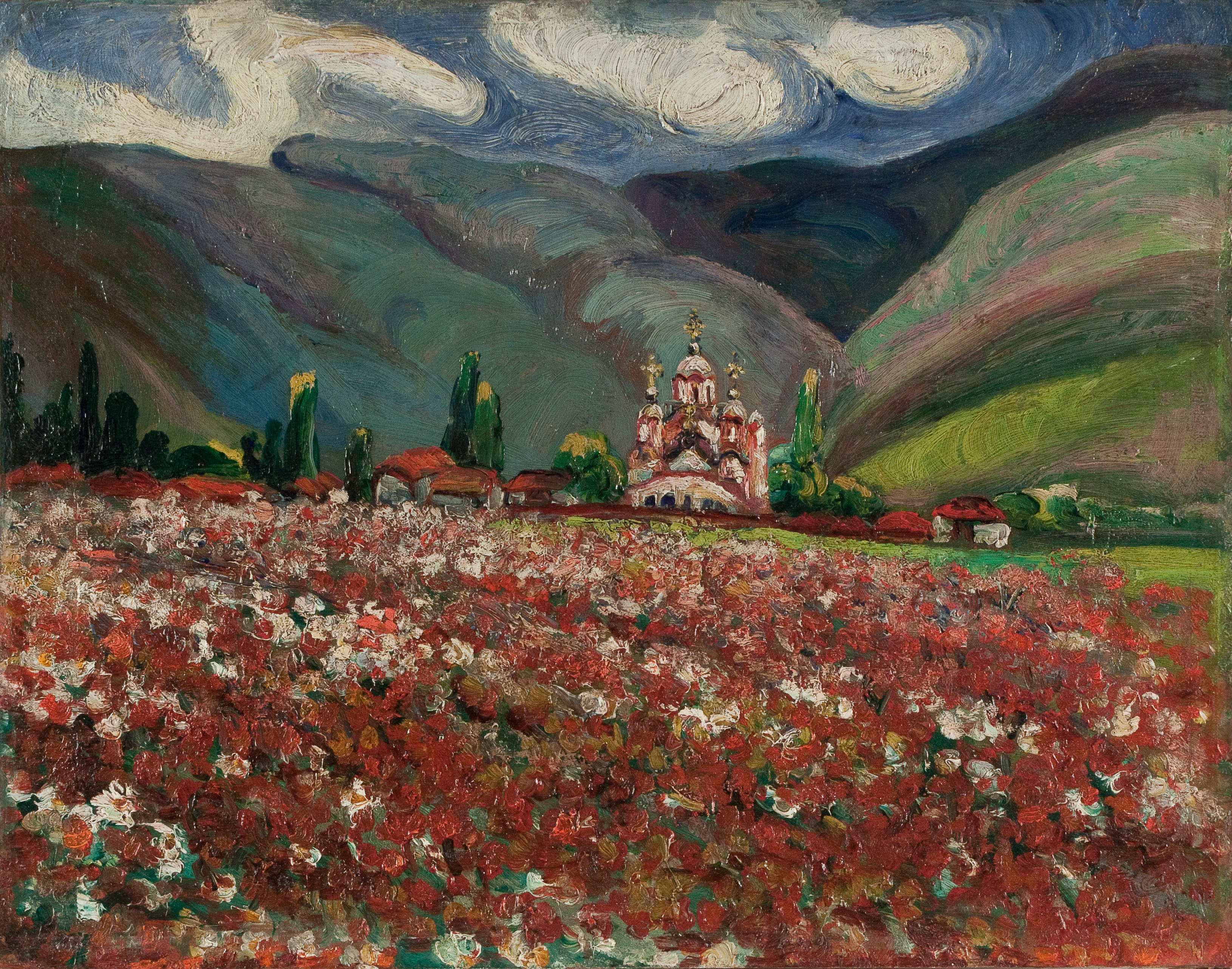
Gemälde von Nadežda Petrović: Rote Pfingstrosen (serb. Kosovski božuri)

Die Byzantinische Pfingstrose hat im Volksglauben der Balkanhalbinsel eine hervorgehobene Stellung. Sie ist in der volkstümlichen Dichtung und Erzählung sowie im Liedschaffen präsent und Pfinstrosenblüten finden sich als Stickerei in der traditionellen Tracht in Ostserbien. Schon im volkstümlichen Namen "Božur" von bog = Gott und žar = Glut (=Sonne) findet sich eine Verbindung zu solaren Symbolen. Einen göttlichen Ursprung der Pfingstrose erzählt der Mythos vom Pfingstrosen-Berg. In dem Satan die Sonne verfolgte, floh diese auf zum Pfingstrosen-Berg. Dieser öffnete sich um die Sonne zu verbergen. Als der Berg sich wieder geschlossen hatte, wurde er immer kleiner und schrumpfte auf die Größe einer Pfingstrose. So entstand aus dem Berg schließlich die Pfingstrosenblüte, in der sich die Sonne verborgen hatte.
Im Volksbrauchtum der Serben ist Paeonia peregrina eine verehrte Symbolpflanze in der Erinnerung der Amselfeldschlacht vom 28. Juni 1389. In der Serbischen Volksdichtung wuchsen die Amselfelder Pfingstrosen aus vergossenem Blut der Amselfelder Helden; die roten aus serbischem und die blauen aus türkischem. So gibt es auch den Brauch, dass der Hausherr auf dem Amselfeld am Vorabend des Vidovdan (Veitstag) jedem Menschen, der zur Vidovdanka aufbrach, einen Strauch Päonienblüten mitgab. Generell verbanden sich im serbischen Volksbrauchtum parallele Entwicklungen im Kult um den Veitstag (ursprüngliche Vegetationsrituale im heidnische Kult des Svantovit wurden hier mit christlichen Riten vermischt), der sakralen Feier des Hl. Veit sowie dem Gedenken im Amselfeldmythos. Das emblematische Motiv der Amselfeld-Pfingstrose wird in serbischen Volksliedern oft herausgestellt. Auch hier findet sich ein Symbol von Wiedergeburt und Fruchtbarkeit. Das bekannteste Beispiel eines solchen serbischen Volksliedes ist Kosovski božuri (dt. Amselfeld-Päonien, auch Usnila je dubok sanak.)
Kosovski božuri (Usnila je dubok sanak)

Usnila je dubok sanak

sa Kosova Rada,

pa se svome milom, dragom

u naručju jada.

[Refrain:]

Hej, dragi, dragi

božurove sadi

ja ću vodu, a ti koren

nek izniknu mladi

Vidiš, dragi, sirom polja

božurova nema

samo kamen, ljuto trnje

pod oblakom drema

[Refrain]

Da procveta ravno polje

oko manastira

i da pastir ispod brda.

u frulu zasvira

Amselfeld-Päonien (Es träumt einen tiefen Traum)

Es träumt einen tiefen Traum

Rada vom Amselfeld

in dem sie ihren Liebsten, Teuersten

im Leid umarmt

[Refrain:]

Hey Liebster, Liebster

pflanze Päonien

ich bringe Wasser, du die Wurzel

denn kommen sollen junge

Siehst du Liebster, auf dem ganzen Feld

nicht eine Päonie

nur Fels und böse Dornen

die unter Wolken dösen

[Refrain]

Damit das ebene Feld

ums Kloster erblüht

und der Hirt am Berg

die Flaute spielt
Von serbischen Lyrikern wurde das Blut-Emblem der Pfingstrose zahlreich behandelt, darunter Milan Rakič (Božur), Vasko Popa (Kosovo polje), Vuk Drašković (Kosovo), Dragoljub Filipović (Kosovski božuri, Pesme 1917). In der bildenden Kunst hat die Expressionistin Nadežda Petrović das Thema in ihrem bekannten Gemälde Rote Pfingstrosen behandelt.
Bis heute blieb die Byzantinische Pfingstrose eine Metapher für das Opfer auf dem Amselfeld und bildet auch als Bestandteil nationaler Symbolik ein stark emotionalisierendes Motiv. Die Byzantinische Pfingstrose (Paeonia peregrina Mill.) trägt aus den gesagten Gründen sowie ihrer in Serbien hauptsächlich auf den Kosovo beschränkten Verbreitung wegen im Serbischen bezeichnenderweise auch den Trivialnamen Kosovski božur (kyrill: Косовски божур).
Im Volksliedschaffen hat Svetlana Stević Vukosavljević (* 1948) die Päonien-Symbolik in traditionellen Liedern am intensivsten weitervermittelt.